# Haraiki
Haraiki és un atol de les Tuamotu, a la Polinèsia Francesa. Administrativament depèn de la comuna de Makemo. Està situat a 42 km al sud-oest de Marutea Nord.

## Geografia
L'atol té una forma triangular i consta de tres illots amb una superfície emergida de 4,1 km² més 10,9 km² d'esculls. La llacuna interior és doble, amb un sol pas navegable. És deshabitat i visitat ocasionalment.

## Història
Va ser descobert, el 1768, per Louis Antoine de Bougainville. Històricament s'ha conegut amb els noms de: Maraiki, Heraiki, San Quintin i Crocker.